# Condado de Jones (Carolina do Norte)
O Condado de Jones é um dos 100 condados do estado americano da Carolina do Norte. A sede do condado é Trenton, e sua maior cidade é Trenton. O condado possui uma área de 1 226 km² (dos quais 4 km² estão cobertos por água), uma população de 10 381 habitantes, e uma densidade populacional de 8 hab/km² (segundo o censo nacional de 2000). O condado foi fundado em 1779.